# Мурейко, Сергей Юрьевич
Серге́й Ю́рьевич Муре́йко (рум. Serghei Mureico; род. 2 июля 1970, Кишинёв) — советский, молдавский и болгарский борец классического (греко-римского стиля), многократный призёр чемпионатов мира и Европы, бронзовый призёр Олимпийских игр.
Начал тренироваться в Кишинёве, Молдавия. Был и является самым титулованным борцом в Молдавии. Чемпион Европы, многократный призёр чемпионатов Европы и мира, бронзовый призёр Олимпийских игр 1996 года в Атланте. После Олимпиады 1996 года получил болгарское гражданство и выступал за сборную Болгарии. В 2008 году заявил, что хочет вернуться в сборную Молдавии и выступить на Олимпийских играх 2008 года в Пекине, однако в итоге на играх в Пекине не выступал.

## Награды
- Орден «Трудовая слава» (4 сентября 1996 года) — в знак признания особых заслуг в развитии спорта и национального олимпийского движения, за выдающиеся успехи, достигнутые на XXVI летних Олимпийских играх в Атланте[2]
- Медаль «За гражданские заслуги» (30 октября 1995 года) — за долголетнюю деятельность в области физической культуры и спорта, результативное участие в международных соревнованиях[3]